# زمین‌لرزه ۱۹۹۸ اندونزی
زمین‌لرزه اندونزی  در تاریخ ۲۹ نوامبر ۱۹۹۸ میلادی، برابر با ‎۸ آذر ۱۳۷۷، ساعت ۱۴:۱۰:۳۱ به زمان یوتی‌سی در اندونزی رخ داد. ژرفای این زلزله ۲۰٫۵ کیلومتر بود، و بزرگی آن ۷٫۷ در مقیاس Mw اعلام شده‌است. زمین‌لرزه به وقت محلی در روز یکشنبه، ساعت ۲۳ روی داده و منطقه زمانی آن یوتی‌سی +۹ بوده‌است .
سازمان زمین‌شناسی آمریکا نیز رومرکز این زمین‌لرزه را در مختصات ۲°۰۴′۱۶″جنوبی ۱۲۴°۵۳′۲۸″شرقی / ۲٫۰۷۱°جنوبی ۱۲۴٫۸۹۱°شرقی و ژرفای آنرا در ۳۳ کیلومتر گزارش کرده‌است. بزرگی برگزیدهٔ این سازمان از میان بزرگیهای محاسبه‌شدهٔ مختلف ۷٫۷ در مقیاس Mw بوده و از دید اثر، در میان چهار دسته‌بندی «نامحسوس»، «محسوس»، «زیان‌آور» یا «با تلفات»، زلزله را «با تلفات» اعلام کرده‌است.نزدیک به ۱۰۰۰ ساختمان در زمین‌لرزه آسیب دیده یا خراب شده‌است.
پروژهٔ «تنسور گشتاور مرکزوار» زاویه‌های (راستا، شیب، ریک) گسل سازندهٔ زمین‌لرزه و صفحه عمود بر آنرا (°۹۲، °۶۳، °۲۸-) یا (°۱۹۶، °۶۵، °۱۵۰-) و نوع گسل را «امتدادلغز» فرارسانده‌است.
شمار کشتگان زلزله حدود ۴۱ نفر بوده‌است.تعداد زخمیان ۱۶۱ نفر برآورده شده‌است.بی‌خانمان شدگان نیز ۲۵۶۰ نفر اعلام شده‌است.